# Ponikwoda
Ponikwoda – niegdyś wieś, a obecnie dzielnica mieszkaniowa Lublina. W skład Ponikwody wchodzą m.in.: Bazylianówka, Rudnik i Jakubowice Murowane.

## Historia
Starosta lubelski Jan Szczekocki z Wojciechowa w 1453 roku kupił od szlachcica Bogusza wieś Ponikwodę, notowaną w źródłach od 1426 roku. W 1504 roku bogacący się mieszczanie Lublina wykupili wójtostwo lubelskie. Pod zarządem rady miejskiej znalazły się przedsiębiorstwa i nieruchomości, a wśród nich 3 wsie: Konopnica, Bronowice i Ponikwoda.

Folwark miejski w wieczną dzierżawę Michałowskiemu wypuszczony. Niegdyś była tu wieś rozległa ztąd biorąca nazwisko, iż zbudowaną jest w miejscu znacznie nad łąkami wyniesionem, czyli w takiem, którego po nigdy woda nic zaleje, albowiem przyległe łąki okrywała corocznie woda. Roku 1456 urodzony Bogustaw ustąpił folwark Ponigwodę Janowi ze Szczekocina Cześnikowi Sandomierskiemu za młyn na Chłopcze będący, dopłacając mu piędziesiąt grzywien. W roku 1470 ksiądz Zbigniew kanonik Sandomierski folwark ten Maciejowi Szklarz obywatelowi Lubelskiemu za 60 grzywien sprzedał, w roku zaś 1486 kupiło miasto wieś Ponigwodę za sto grzywien od Elżbiety żony Miklazyusza v. Miklasza obywatela Lubelskiego. Król Alexander uwolnił tę wieś w roku 1502 od wszelkich wypraw wojennych na wieczne czasy; który to przywilej w roku 1504 powtórnie zatwierdził

W czasie okupacji niemieckiej mieszkająca we wsi rodzina Szyszkowskich udzieliła pomocy Chaimowi Kawie. W 2008 roku Instytut Jad Waszem podjął decyzję o przyznaniu Antoniemu i Walerii Szyszkowskim tytułu Sprawiedliwych wśród Narodów Świata

## Administracja
Granice dzielnic administracyjnych Ponikwody określa statut dzielnicy uchwalony 19 lutego 2009 roku. Granice Ponikwody tworzą: od północy i wschodu granica miasta, od południa Bystrzyca – tory PKP – ul. Świdnicka – ul. Kasztanowa – ul. Niepodległości – ul. Trześniowska – ul. Koryznowej – ul.Wiejska – ul. Malczewskiego – ul. Malczewskiego w kierunku ul. Walecznych – ul. Walecznych – ul. Dolińskiego, a od zachodu ul. Lubartowska – al. Spółdzielczości Pracy.
Ponikwoda ma powierzchnię 11,54 km². Według stanu na 30 czerwca 2018 na pobyt stały na Ponikwodzie było zarejestrowanych 13 421 osób.